# Mine d'argent de Nasa
La mine d'argent de Nasa (en suédois Nasa silvergruva) est une mine située dans la montagne Nasafjäll, en Suède, près de la frontière norvégienne. Elle fut exploitée pour la première fois à partir de 1635. Mais la mine n'était pas rentable et subit en 1659 une attaque norvégienne dans le cadre de la Guerre dano-suédoise (1658-1660), provoquant la fin de l'exploitation. Une nouvelle tentative eut lieu entre 1770 et 1810, mais avec guère plus de succès. Au cours de la première période d'exploitation, la fonderie était au niveau du lac Sädvajaure tandis que lors de la deuxième période d'exploitation, le minerai était fondu au niveau d'Adolfsström. Il s'agissait du premier grand gisement du nord de la Suède, et même si la mine ne fut pas un succès, elle permit le développement des infrastructures dans la région.